# 꼬마 (곰)
꼬마(2004년 ~ )는 서울대공원에서 키우던 수컷 말레이곰으로, 2010년 12월 6일 동물원을 탈출해 청계산으로 달아났다.
꼬마는 1990년에 태어난 말순이와 함께 2006년 9월 말레이시아에서 서울대공원 동물원으로 들여온 말레이곰이다. 평균 수명을 넘은 암컷 말순이에 비해 나이가 어리기 때문에 ‘꼬마 신랑’이라는 뜻으로 꼬마라고 불렀다.
2010년 10월 6일 오전 10시 20분경 곰을 격리장으로 옮겨놓고 방사장을 청소하는 사이, 꼬마는 앞발로 문고리를 열고 탈출하여 청계산으로 달아났다. 서울대공원은 수색·포획 작업을 시작했고 15일 곰이 국사봉과 이사봉 사이의 포획틀에 걸려 동물원으로 되돌아오게 되었다.
수색팀은 찾아낸 배설물 등으로 보아 곰이 등산객들이 먹다 버린 과일과 도토리를 먹는 것으로 추정했다. 13일엔 청계산 정상 부근 노점에서 음식과 막걸리를 몰래 먹고 달아났다.
수색 과정에서 청계산 등산로를 통제했으나, 통제 기간이 길어지면서 등산객들을 상대하는 가게들이 피해를 입게 되었고, 10일 서울대공원 측은 곰이 일정 장소를 배회하는 것으로 보이는 등 등산객들을 위협하지 않을 것으로 판단하여 통제를 해제했다.